# Виноделие в США

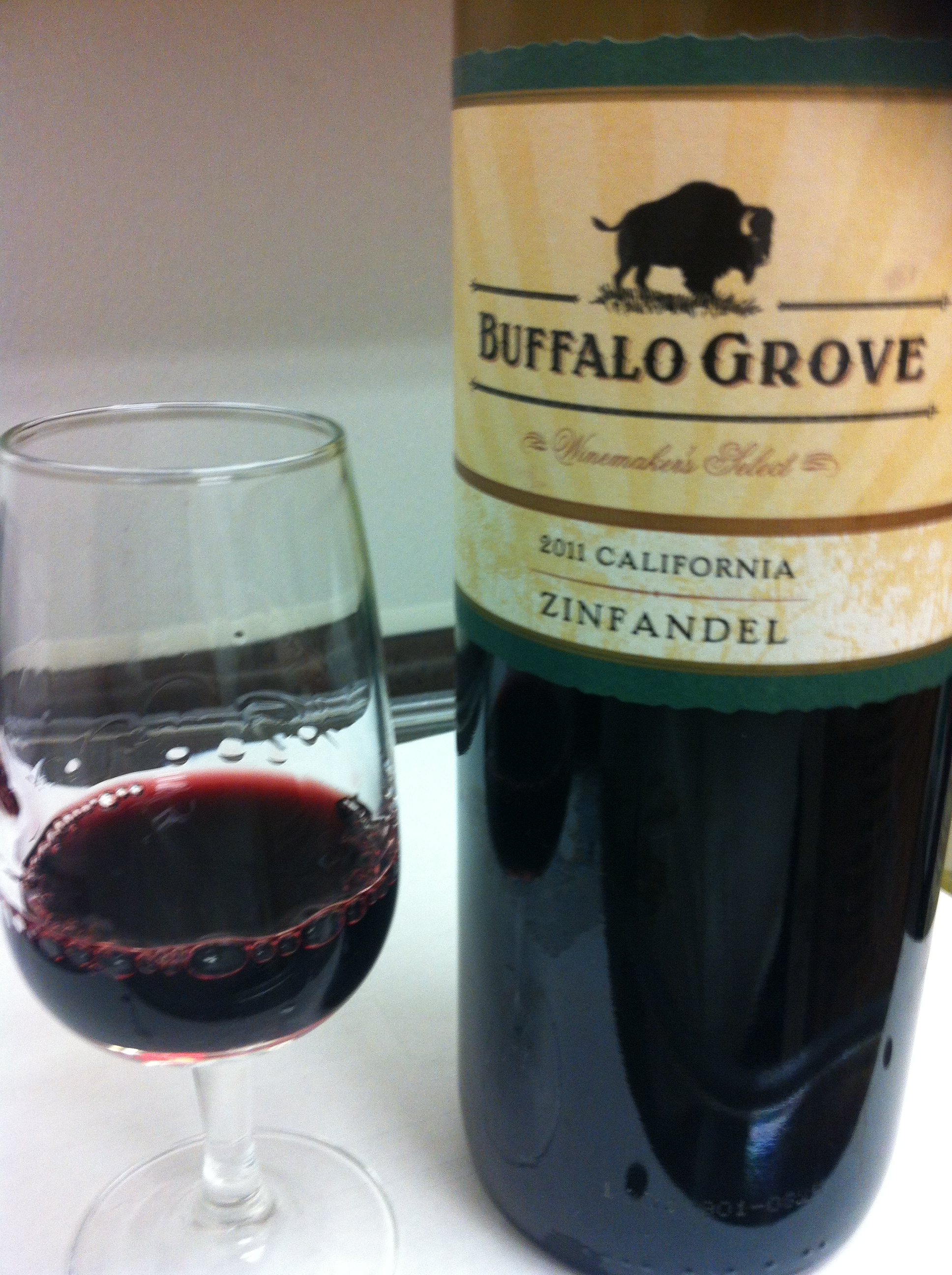
Калифорнийское вино из сорта Зинфандель

Виноделие в США — производство вина на территории США.
Соединённые Штаты являются четвертой по величине страной-производителем вина в мире по состоянию на 2014 год, с производством в 3,3 млн. тонн вина. Также американцы занимают 1-е место по потреблению вина в мире, по состоянию на 2020 год.
По данным Wine America, винодельческая промышленность приносит США доход в размере 219,9 млрд. долларов в год.

## История
Первые европейцы, исследовавшие Северную Америку, экспедиция викингов из Гренландии, назвали её Винландом из-за изобилия винограда. Самое раннее вино, произведенное на территории нынешних Соединённых Штатов, было произведено между 1562 и 1564 годами французскими поселенцами-гугенотами из сорта винограда Скуппернонг в поселении близ Джэксонвилла, штат Флорида. В ранних американских колониях Виргинии и Каролины виноделие было официальной целью, изложенной в учредительных хартиях. Однако поселенцы обнаружили, что вино, приготовленное из различных местных сортов винограда, имеет незнакомый вкус, который им не нравится.
Это привело к неоднократным попыткам вырастить знакомые европейские сорта Vitis vinifera, начиная с того, что в 1619 году Вирджинская компания  экспортировала в Виргинию французские виноградные лозы vinifera с французскими виньеронами. Эти ранние посадки потерпели неудачу, поскольку местные вредители и болезни винограда опустошили виноградники. На территории, которая впоследствии станет Юго-западом США, в испанских королевствах Лас-Калифорния и Санта-Фе де Нуэво-Мехико были миссии по посадке виноградников, традиции которых сохранились в современной винодельческой промышленности Калифорнии и Нью-Мексико. Вино в Нью-Мексико впервые появилось в 1629 году, что сделало его старейшим винодельческим регионом в стране, а к 1680 году виноград Миссион выращивался для калифорнийского вина. В 1683 году Уильям Пенн посадил виноградник французской виниферы в Пенсильвании. Одна из первых коммерческих виноделен в Соединенных Штатах была основана в 1787 году Пьером Лего в Пенсильвании. Поселенец в Индиане в 1806 году производил вино из винограда сорта Александер. Сегодня франко-американский гибридный виноград является основным продуктом производства вина на Восточном побережье Соединенных Штатов.
Первая винодельня в США, ставшая коммерчески успешной, была основана в Цинциннати, штат Огайо, в середине 1830-х годов Николасом Лонгвортом. Он сделал игристое вино из винограда Катоба. К 1855 году в Огайо было 1500 акров виноградников, по словам писателя-путешественника Фредерика Ло Олмстеда, который сказал, что «это больше, чем в Миссури и Иллинойсе, где каждый имел по 1100 акров виноградников». В конце 19 века эпидемия филлоксеры на Западе США опустошила американскую винодельческую промышленность.
Серьезной помехой для развития виноделия стал сухой закон Соединённых Штатов, а также Восемнадцатая поправка к Конституции США, принятые в 1920 году. 18-я поправка запрещала производство, продажу и транспортировку алкоголя. Тем не менее, некоторые вина можно было приобрести в аптеках вплоть до 1933 года, когда закон был отменён.
Во время Великой депрессии потребители требовали дешевого «кувшинного вина» (так называемого красного даго) и сладкого, крепленого (с высоким содержанием алкоголя) вина. В результате чего, к 1935 году 81% производства Калифорнии составляли сладкие вина. В течение десятилетий производство вина было низким и ограниченным.
Путь к новым методам производства вина проложили исследования, проведенные в Калифорнийском университете в Дейвисе и в некоторых государственных университетах Нью-Йорка. Преподаватели университетов публиковали отчёты о том, какие сорта винограда лучше всего растут в каких регионах, проводили семинары по технологии виноделия, консультировались с виноградарями и виноделами, предлагали ученые степени в области виноградарства и продвигали производство качественных вин. В 1970-х и 1980-х годах успех калифорнийских виноделов в северной части штата помог привлечь иностранные инвестиции из других винодельческих регионов, в первую очередь из Шампаня во Франции. Виноделы также выращивали виноградники в Орегоне, Вашингтоне, Нью-Йорке и других штатах.
По состоянию на 2022 год, зарегистрировано 266 американских виноградарских зон (American Viticultural Areas - AVAs), расположенных на территории 33 штатов, из них 146 находятся в Калифорнии. AVA является аналогом понятия «апелласьон»: зоны отличаются специфическими характеристиками рельефа, почв, климата, которые определяют выращиваемые сорта винограда и стилистику производимых вин.

## Винодельческие регионы
Больше всего вина производят в Калифорнии, Вашингтоне и Нью-Йорке.

### Производство вина по штатам
Производство вина по штатам на 2016 год:
| Штат              | Вино (галлон) | Вино (%) |
| ----------------- | ------------- | -------- |
| Алабама           | 34.966        | 0.004%   |
| Аризона           | 190.008       | 0,024%   |
| Арканзас          | 246.363       | 0,031%   |
| Калифорния        | 680.272.512   | 84,354%  |
| Колорадо          | 556.994       | 0,069%   |
| Коннектикут       | 134.517       | 0,017%   |
| Флорида           | 1.634.103     | 0,203%   |
| Джорджия          | 276.144       | 0,034%   |
| Айдахо            | 497.007       | 0,062%   |
| Иллинойс          | 391.805       | 0,049%   |
| Индиана           | 1.411.540     | 0,175%   |
| Айова             | 335.522       | 0,042%   |
| Канзас            | 104.129       | 0,013%   |
| Кентукки          | 2.176.059     | 0,270%   |
| Луизиана          | 38.232        | 0,005%   |
| Мэн               | 48.222        | 0.006%   |
| Мэриленд          | 436.185       | 0,054%   |
| Массачусетс       | 792.884       | 0,098%   |
| Мичиган           | 2.576.238     | 0,319%   |
| Миннесота         | 331.946       | 0,041%   |
| Миссури           | 993.831       | 0,123%   |
| Монтана           | 33.445        | 0,004%   |
| Небраска          | 120.366       | 0,015%   |
| Нью-Гэмпшир       | 159.316       | 0,020%   |
| Нью-Джерси        | 1.832.325     | 0,227%   |
| Нью-Мексико       | 749.818       | 0,093%   |
| Нью-Йорк          | 27.969.308    | 3,468%   |
| Северная Каролина | 1.903.060     | 0,236%   |
| Огайо             | 5.938.738     | 0,736%   |
| Оклахома          | 70.204        | 0,009%   |
| Орегон            | 11.822.972    | 1,466%   |
| Пенсильвания      | 12.405,181    | 1,538%   |
| Южная Каролина    | 77.842        | 0,010%   |
| Южная Дакота      | 139.738       | 0,017%   |
| Теннеси           | 1.279.752     | 0,159%   |
| Техас             | 1.907.299     | 0,237%   |
| Вермонт           | 2.172.526     | 0,269%   |
| Виргиния          | 2.157.395     | 0,268%   |
| Вашингтон         | 40.747.190    | 5,053%   |
| Западная Виргиния | 40.733        | 0,005%   |
| Висконсин         | 1.129.405     | 0,140%   |
| Другие            | 312,051       | 0,039%   |
| Итого             | 806.447.891   | 100%     |

## Винное законодательство США
По закону вино из США должно содержать не менее 75% сорта, указанного на этикетке. Кроме того, на бутылке обозначают винодельню и область происхождения. Этикетки американских вин могут содержать название штата (виноград на 100% из этого штата), округа (виноград на 75% из этого округа).
Штат Орегон является исключением, так как винное законодательство штата Орегон требует того, чтобы сортовые вина в штате составляли 90%, если только данный виноград не смешивается в регионах, с которыми он наиболее ассоциируется. Таким образом получаются более чистые сорта вина.

## Дистрибьюция
Мини-маркеты и магазины розничной торговли являются крупными дистрибьюторами вина, насчитывающими более 175 000 торговых точек, торгующих вином по всей территории США. Кроме того, существует около 332 000 других мест (баров, ресторанов и т.д.), где продается вино, что способствует более чем 30 млрд. долларов ежегодных продаж, в период с 2008 по 2012 годы.

## Культивируемые сорта винограда

### Красные
- Каберне Совиньон
- Мерло
- Пино Нуар
- Пино Гри
- Зинфандель

### Белые
- Шардоне
- Совиньон Блан
- Шенен Блан